# Heinz Schieck
Heinz Schieck (* 23. Februar 1923 in Lehndorf, Kreis Liebenwerda; † 12. Dezember 1991 in Magdeburg) war Generalmajor (seit 1976) sowie Chef des Wehrbezirkskommandos Magdeburg der Nationalen Volksarmee (NVA) der DDR.

## Leben
Schieck, Sohn eines Landarbeiters, erlernte nach Abschluss der zehnten Klasse den Beruf des Maschinenschlossers. Von 1941 bis 1945 leistete er Kriegsdienst, zuletzt als Unteroffizier der Panzertruppe. 1945 geriet er in US-amerikanische Kriegsgefangenschaft.
Nach seiner Rückkehr aus der Gefangenschaft wurde er 1945 Mitglied der KPD, 1946 der SED. Am 1. Juli 1945 wurde er Angehöriger der Deutschen Volkspolizei und war bis 1948 beim Volkspolizei-Kreisamt Bad Liebenwerda beschäftigt. 1948/1949 war er Kursant an der VP-Schule in Cochstedt. 1949/1950 wirkte er als Instrukteur der VP-Dienststelle Halle (Saale). 1951/1952 war er Leiter der Rückwärtigen Dienste in der Hauptverwaltung der Deutschen Grenzpolizei, dann 1952/1953 Kommandeur der Grenzbereitschaft in Halberstadt. 1953 war er Offiziershörer an der Offiziersschule in Sondershausen. Von 1954 bis 1956 war er Stellvertretender Kommandeur, dann Kommandeur der Grenzbereitschaft Halberstadt. Zwischen 1956 und 1958 besuchte er die Hochschule für Offiziere mit Abschluss als Diplom-Militärwissenschaftler. Im Anschluss war er 1958/1959 Kommandeur der Grenzbereitschaft in Oschersleben. Schieck fand dann Verwendung als Kommandeur der 3. Grenzbrigade (1959–1962) in Perleberg, als 1. Stellvertreter des Kommandeurs der 9. Grenzbrigade (1963–1965) und dann als Kommandeur der 9. Grenzbrigade (1965–1969) in Erfurt. Von 1969 bis 1971 war er Offiziershörer an der Militärakademie „Friedrich Engels“ in Dresden. Von 1972 bis 1983 war er schließlich – als Nachfolger von Oberst Rudolf Bürger – Chef des Wehrbezirkskommandos Magdeburg der NVA. Ende November 1983 wurde er in den Ruhestand versetzt und war dann als Mitglied des Bezirkskomitees Magdeburg der Antifaschistischen Widerstandskämpfer aktiv.
Zudem war er Mitglied der SED-Bezirksleitungen Erfurt und Magdeburg (1974–1984).

## Auszeichnungen
- Ernst-Schneller-Medaille in Gold (1978)
- Vaterländischer Verdienstorden in Silber (1983)
- Kampforden „Für Verdienste um Volk und Vaterland“ in Silber